# Station Konin
Station Konin is een spoorwegstation in de Poolse plaats Konin.